# Mellicta leucophana
Mellicta leucophana är en fjärilsart som beskrevs av Cabeau 1912. Mellicta leucophana ingår i släktet Mellicta och familjen praktfjärilar. Inga underarter finns listade i Catalogue of Life.